# Tên người Iceland

Gia phả đơn giản cho thấy hệ thống đặt tên của người Iceland.

Tên người Iceland khác với đa phần các nước phương Tây (dùng họ), ở việc dùng phụ danh (đôi khi mẫu danh): chúng cho biết cha (hoặc mẹ) của một người thay vì dòng họ gia đình của họ. Iceland chia sẻ di sản văn hóa chung với các nước Scandinavia gồm Na Uy, Thụy Điển và Đan Mạch cũng như Quần đảo Faroe. Tuy nhiên, người Iceland, khác với những người Scandinavia còn lại, vẫn tiếp tục sử dụng hệ thống đặt tên truyền thống này, mà trước đây được dùng bởi tất cả các nước Bắc Âu, trừ một số vùng ở Phần Lan. Do vậy, hệ thống tên người Iceland không dựa trên họ (dù vài người có họ và có thể sử dụng cả hai hệ thống). Thường, tên phía sau của một người cho biết tên riêng của bố (phụ danh) hoặc mẹ (mẫu danh) của người đó.